# Новомлини
Новомлини (пол. Nowomłyny) — село в Польщі, у гміні Паженчев Зґерського повіту Лодзинського воєводства.